# 何塞比森特德溫達市

何塞比森特德溫達市（西班牙語：Municipio Monseñor José Vicente de Unda），是委內瑞拉的一個市，位於該國西北部波圖格薩州，首府設於帕賴索德查巴斯肯，面積222平方公里，海拔高度600米，2001年人口21,187，人口密度每平方公里95.44人。